# Mona Sahlin

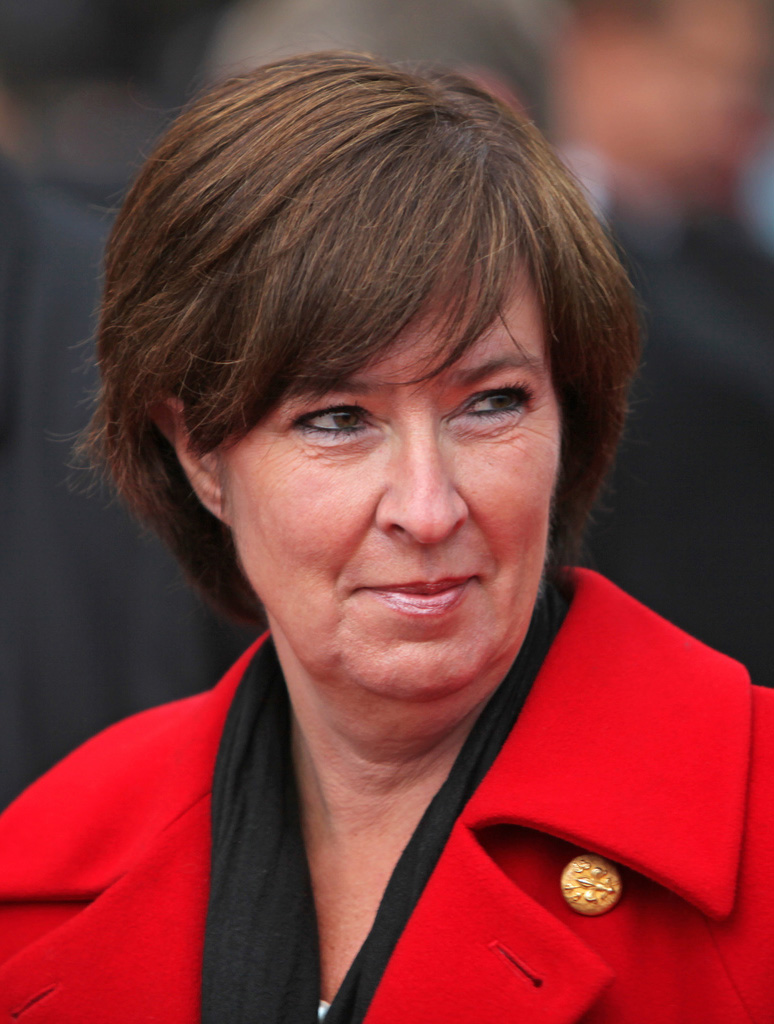
Mona Sahlin (Juni 2009)

Mona Ingeborg Sahlin (* 9. März 1957 in Sollefteå) ist eine schwedische Politikerin. Sie war von März 2007 bis März 2011 Vorsitzende der Sozialdemokratischen Arbeiterpartei Schwedens (SAP).
Während ihrer Kindheit arbeitete Mona Sahlins Vater in verschiedenen Schulen, weshalb die Familie oft umziehen musste. Seit Mitte der 1960er Jahre wohnte die Familie im Stockholmer Vorort Nacka, wo die Politikerin auch heute noch lebt. Zu Beginn der 1970er Jahre wurde sie Mitglied im Jugendverband der schwedischen Sozialdemokratie, SSU. 1982 heiratete sie Bo Sahlin und wurde im selben Jahr erstmals in den schwedischen Reichstag gewählt. 1990 wurde sie Arbeitsministerin. Nach der verlorenen Wahl 1991 wurde Mona Sahlin Generalsekretärin der Sozialdemokratischen Partei.
Als Ingvar Carlsson im Herbst 1995 mitteilte, dass er bald zurücktreten wolle, war Sahlin die Einzige, die für den Parteivorsitz kandidierte. Als im Zuge der sogenannten Toblerone-Affäre ans Licht kam, dass Mona Sahlin mit der Kreditkarte der Regierung diverse private Einkäufe (darunter zwei Riegel Toblerone) zwischenfinanziert hatte, außerdem private Rechnungen zu spät bezahlt und Strafzettel für Falschparken ignoriert hatte, musste Sahlin ihre Kandidatur zurückziehen. Im April 1996 räumte sie auch ihren Platz im Reichstag.
1997 wurde Mona Sahlin zur Vorsitzenden des Europäischen Jahres gegen Rassismus ernannt. Ein Jahr später wurde sie Rektorin der Ausbildungseinrichtung Bommersvik und im selben Jahr berief Ministerpräsident Göran Persson sie wieder in die Regierung, und zwar als stellvertretende Wirtschaftsministerin. 2004 wurde sie Umwelt- und Gesellschaftsbauministerin, ein Posten, den sie bis zur Wahlniederlage der Sozialdemokratie im September 2006 bekleidete.
Am 17. März 2007 wurde Mona Sahlin auf einem Parteitag einstimmig zur Nachfolgerin des zurückgetretenen Vorsitzenden Göran Persson gewählt. Sowohl Margot Wallström als auch Carin Jämtin und Ulrica Messing hatten auf Anfrage eine Kandidatur abgelehnt. Mona Sahlin war damit die erste Frau an der Spitze der schwedischen Sozialdemokraten und Herausforderin des amtierenden konservativen Ministerpräsidenten Fredrik Reinfeldt.
Im Fall eines Wahlsieges bei der im September 2010 stattgefundenen Reichstagswahl wollte das oppositionelle Linksbündnis (Die Rotgrünen) unter Führung von Mona Sahlin den Neubau von Atomkraftwerken in Schweden stoppen. Allerdings erreichten die Sozialdemokraten bei der Wahl nur 30,7 Prozent der Wählerstimmen und damit das schlechteste Ergebnis der Partei seit 1914. Am 14. November 2010 kündigte Sahlin an, den Parteivorsitz aufzugeben. Zum Sonderparteitag der Sozialdemokraten Anfang 2011 werde sie nicht mehr antreten und auch ihren Sitz im Parlament nicht beibehalten. Zu ihrem Nachfolger wurde Håkan Juholt gewählt.
Am 25. Januar 2012 nominierte die schwedische Regierung Mona Sahlin als Kandidatin für den Posten des Generaldirektors der Internationalen Arbeitsorganisation (ILO), der nach dem Rücktritt des Chilenen Juan Somavia vakant wurde. Bei den Wahlen im Mai 2012 konnte sich Sahlin unter den neun Kandidaten nicht durchsetzen. Gewählt wurde der Engländer Guy Ryder.
2014 wurde Mona Sahlin zur nationalen Koordinatorin gegen gewaltbereiten Extremismus ernannt. Im Mai 2016 trat sie von diesem Amt zurück, da sie verdächtigt wurde, einem Angestellten auf Papier mit dem Briefkopf der Regierung ein wesentlich höheres Gehalt bescheinigt zu haben, als dieser tatsächlich bezog. Im Februar 2017 gab sie dieses Vergehen zu. Das Verfahren wurde gegen Zahlung einer Geldbuße von 47.200 Kronen (ca. 5000 €) eingestellt.
Am 24. November 2017 wurde sie eines Steuervergehens für schuldig befunden und zu einer Haftstrafe auf Bewährung und einer Geldstrafe verurteilt.